# Maltosa
Maltosa is een Belgisch bier. Het bier wordt gebrouwen door Brouwerij Haacht te Boortmeerbeek. Het is een donker alcoholarm bier met een alcoholpercentage van 1,2% en is verkrijgbaar in flessen van 33 en 75cl.